# Епархия Сокоде
Епархия Сокоде (лат. Dioecesis Sokodensis) — епархия Римско-Католической церкви c центром в городе Сокоде, Того. Епархия Сокоде входит в митрополию Ломе.

## История
18 мая 1937 года Римский папа Пий XI издал буллу Supremum quo fungimur, которой учредил апостольскую префектуру Сокоде, выделив её из апостольского викариата Того (сегодня — Архиепархия Ломе).
14 сентября 1955 года Римский папа Пий XII издал буллу Dum tantis, которой возвёл апостольскую префектуру Сокоде в ранг епархии.
1 марта 1960 и 1 июля 1994 года епархия Сокоде уступила часть своей территории в пользу создания, соответственно, апостольской префектуры Дапанго (сегодня — Епархия Дапаонга) и епархии Кары.

## Ординарии епархии
- архиепископ Joseph-Paul Strebler, S.M.A.[1]  (май 1937 — 8.11.1945) — назначен апостольским викарием Ломе;
- епископ Jérôme-Théodore Lingenheim, S.M.A. (7.06.1946 — 18.11.1964);
- епископ Chrétien Matawo Bakpessi (9.08.1965 — 27.04.1992);
- епископ Ambroise Kotamba Djoliba (5.04.1993 — 3.01.2016);
- епископ Célestin-Marie Gaoua (с 3 января 2016 года).

## Источник
- Annuario Pontificio, Libreria Editrice Vaticana, Città del Vaticano, 2003, ISBN 88-209-7422-3
- Булла Supremum quo fungimur, AAS 29 (1937), стр. 465  (лат.)
- Булла Dum tantis, AAS 48 (1956), стр. 113  (лат.)